# Епархия Шрусбери
Епархия Шрусбери — римско-католический диоцез с центром в городе Шрусбери графства Шропшир на западе Англии. Епархия входит в митрополию Бирмингема. Кафедральным собором епархии является церковь Пресвятой Девы Марии Помощницы Христиан и Святого Петра из Алькантры на Бельмонт-стрит в Шрусбери. В настоящее время кафедру епархии занимает Марк Дэвис — 11-й епископ Клифтона, который сменил Брайана Нобла, вышедшего на пенсию 1 октября 2010 года.

## История
29 сентября 1850 года папа Пий IX издал бреве Universalis Ecclesiae, которой учредил епархию Шрусбери, выделив её из апостольских викариатов Уэльского округа (сегодня — Архиепархия Кардиффа), Центрального округа (сегодня — Архиепархия Бирмингема) и Ланкаршира (сегодня — Архиепархия Ливерпуля). Первоначально епархия Шрусбери входила в митрополию Вестминстера.
В 1895 году часть территории епархии была присоединена к новой епархии Миневии.
28 октября 1911 года епархия Шрусбери вошла в митрополию Бирмингема.

## Статистика
Площадь архидиоцеза составляет 6,136 км² и включает графства: Шропшир, Чешир, частично Большой Манчестер и частично Мерсисайд. Епархия насчитывает 110 приходов.

## Ординарии епархии
- - епископ Томас Джозеф Браун OSB[1] (29.09.1850 — 27.06.1851) — апостольский администратор;
- епископ Джеймс Браун (27.06.1851 — 14.10.1881);
- епископ Эдмунд Найт (25.04.1882 — 28.05.1895);
- епископ Джон Кэрролл (11.05.1895 — 14.01.1897);
- епископ Самуэль Вебстер Аллен (19.04.1897 — 13.05.1908);
- епископ Хью Синглетон (1.08.1908 — 17.12.1934);
- епископ Амвросий Джеймс Мориарти (17.12.1934 — 3.06.1949);
- епископ Джон Алозиус Мёрфи (3.06.1949 — 22.08.1961) — назначен архиепископом Кардиффа;
- епископ Уильям Эрик Гресер (26.04.1962 — 20.03.1980);
- епископ Джозеф Грей (19.08.1980 — 23.06.1995);
- епископ Брайан Майкл Нобл (23.06.1995 — 1.10.2010);
- епископ Марк Дэвис (1.10.2010 — по настоящее время).

## Источник
- Annuario Pontificio, Libreria Editrice Vaticana, Città del Vaticano, 2003, ISBN 88-209-7422-3
- Бреве Universalis Ecclesiae, Pii IX Pontificis Maximi Acta. Pars prima, Romae 1854, стр. 235 (лат.)